# مکبث (فیلم ۲۰۰۶)
«مکبث» (انگلیسی: Macbeth (2006 film)) یک فیلم است که در سال ۲۰۰۶ منتشر شد. از بازیگران آن می‌توان به سم ورتینگتون و کریس ونس اشاره کرد.